# Saint Michael's College
Le Saint Michael's College est une université d'arts libéraux privée et catholique de Colchester, dans le Vermont.

## Historique
L'université a été fondée en 1904 par la Congrégation de Saint Edme.